# Viktor Đukanović
Viktor Đukanović (szerbül: Виктор Ђукановић; Nikšić, 2004. január 29. –) montenegrói válogatott labdarúgó, a Hammarby játékosa.

## Pályafutása

### Klubcsapatokban
A Sutjeska Nikšić és a Budućnost Podgorica korosztályos csapataiban nevelkedett, utóbbiban lett profi labdarúgó. 2020. november 25-én góllal mutatkozott be a felnőtt csapatban a kupában a Bokelj csapata ellen, 16 éves és 269 napos volt ekkor. Négy nappal később a bajnokságban is góllal debütált a Rudar Pljevlja ellen 4–2-re megnyert bajnoki mérkőzésen. A szezon végén megnyerték a kupát és a bajnokságot. 2021. július 6-án az UEFA-bajnokok ligája selejtezőjében a finn Helsinki ellen is bemutatkozott.  2022. július 14-én duplázott a koszovói Llapi ellen 2–2-re végződő UEFA Európa Konferencia Liga 1. selejtezőkörének visszavágó mérkőzésén. 2022. december 26-án megválasztották az év legígéretesebb játékosának a montenegrói első osztályban.
2023. január 6-án ötéves szerződést kötött a svéd Hammarby csapatával. Február 19-én debütált a kupában a Brage ellen 4–1-re megnyert találkozón. Február 25-én megszerezte első gólját a kupában a Norrby ellen 3–0-ra megnyert találkozón. A mérkőzés emberének választották meg. Április 2-án góllal debütált a bajnokságban a Degerfors csapata ellen 3–1-re megnyert mérkőzésen.

### A válogatottban
Többszörös montenegrói korosztályos válogatott labdarúgó. 2022. június 6-án góllal mutatkozott be az U21-es válogatottban az Írország ellen 3–1-re elvesztett 2023-as U21-es labdarúgó-Európa-bajnokság selejtező mérkőzésén. Június 14-én a felnőtt válogatottban is bemutatkozott a Románia ellen 3–0-ra elvesztett Nemzetek Ligája mérkőzésen, a 88. percben Nikola Krstović cseréjeként.

## Statisztika

### Klub
2023. április 22-i állapotnak megfelelően.
| Klub                | Szezon   | Bajnokság    | Bajnokság | Bajnokság | Kupa  | Kupa  | Nemzetközi | Nemzetközi | Összesen | Összesen |
| Klub                | Szezon   | Osztály      | Mérk.     | Gólok     | Mérk. | Gólok | Mérk.      | Gólok      | Mérk.    | Gólok    |
| ------------------- | -------- | ------------ | --------- | --------- | ----- | ----- | ---------- | ---------- | -------- | -------- |
| Budućnost Podgorica | 2020–21  | First League | 20        | 2         | 3     | 1     | —          | —          | 23       | 3        |
| Budućnost Podgorica | 2021–22  | First League | 31        | 9         | 4     | 4     | 3          | 0          | 38       | 13       |
| Budućnost Podgorica | 2022–23  | First League | 17        | 1         | 0     | 0     | 4          | 2          | 21       | 3        |
| Budućnost Podgorica | Összesen | Összesen     | 68        | 12        | 7     | 5     | 7          | 2          | 82       | 19       |
| Hammarby            | 2023     | Allsvenskan  | 3         | 2         | 5     | 1     | —          | —          | 8        | 3        |
| Hammarby            | Összesen | Összesen     | 3         | 2         | 5     | 1     | 0          | 0          | 8        | 3        |
| Összesen            | Összesen | Összesen     | 71        | 14        | 12    | 6     | 7          | 2          | 90       | 22       |

### Válogatott
2022. június 14-i állapotnak megfelelően.
| Montenegró | Montenegró | Montenegró |
| Év         | Mérk.      | Gólok      |
| ---------- | ---------- | ---------- |
| 2022       | 1          | 0          |
| 2023       | 0          | 0          |
| Összesen   | 1          | 0          |

## Sikerei, díjai

### Klub
- Budućnost Podgorica
  - Montenegrói bajnokság: 2020–21
  - Montenegrói kupa: 2020–21, 2021–22

### Egyéni
- Az év montenegrói tehetsége: 2022